# Moskwa (zespół muzyczny)
Moskwa – polski zespół punkrockowy i undergroundowy. 

## Historia

### 1983–1991
Zespół powstał w 1983 roku w Łodzi, założony przez Pawła „Gumę” Gumolę (wokal, gitara), Piotra „Rogoza” Rogozińskiego (gitara basowa) i Tomasza Grona (perkusja). Jesienią tego samego roku muzycy wystąpili na festiwalach: „Prawdziwe Brzmienie Łodzi” i „Kontrrockowisko”. Wiosną 1984 Moskwa zarejestrowała swoje pierwsze demo, które później zostało wysłane do organizatorów festiwalu w Jarocinie. W sierpniu zespół został jednym z laureatów tego festiwalu, kwalifikując się do „złotej ósemki”. Jesienią muzycy w Rozgłośni Polskiego Radia w Łodzi dokonali czterech nagrań („Co dzień”, „Samobójstwa”, „Stań i walcz” i „Decyduj sam”), które oficjalnie ujrzały światło dzienne dopiero w 1998 roku na składance różnych wykonawców pt. Porzucona generacja. W grudniu zespół wystąpił na łódzkim festiwalu „Rockowisko”. W 1985 roku wziął udział w festiwalach: „Rock Arena” w Poznaniu (maj), „Rock FAMA” w Świnoujściu (lipiec) oraz na „Festiwalu Muzyki Rockowej” w Jarocinie (sierpień). Na festiwalu jarocińskim Moskwa trafiła do dokumentalnego filmu Piotra Łazarkiewicza Fala. Łazarkiewicz wykorzystał w filmie krótki wywiad z „Gumą” oraz fragmenty koncertów zespołu. W lutym 1986 Jarek „Wózek” Adler, który dołączył do zespołu w grudniu 1985, zagrał swoje pierwsze koncerty z Moskwą („Nowa Scena” w Gdyni), w miejsce Piotra Rogozińskiego pojawił się basista Dariusz „Balon” Adryańczyk. Muzycy ponownie wzięli udział w festiwalu jarocińskim, gdzie po raz kolejny zostali sfilmowani – tym razem przez ekipę Andrzeja Kostenki, która kręciła wówczas dokument (Moja krew, twoja krew) na zlecenie brytyjskiej stacji BBC. Jesienią Moskwa wzięła udział w warszawskim festiwalu „Róbrege”. Muzycy w kwietniu 1986 w studio „Paweł Haus” nagrali pierwszy album pt. Nigdy! (wznowiony jako oficjalne wydawnictwo dopiero w 2002 roku). Pod koniec roku odszedł z zespołu „Balon”, a w lutym 1987 Jarek „Wózek” Adler. Na ich miejsce dołączyli dwaj warszawscy muzycy: basista Dariusz „Maleo” Malejonek i perkusista Tomasz „Gogo Szulc” Kożuchowski. W tym okresie zespół złagodził swoje brzmienie z ostrej, szybkiej gry (spod znaku grup Discharge i GBH) na bardziej rock'n'rollowe.
Wiosną 1987 muzycy nagrali dla Rozgłośni Harcerskiej utwór „Wiem”. Lato i jesień upłynęły zespołowi pod znakiem kolejnych koncertów na festiwalach, m.in. „Nowa Scena” (Sopot) i FMR (Jarocin), oraz występów w filmach: Opowieść Harleya (reż. Wiesław Helak) i dokumentalnym Więcej bluesa (reż. Piotr Łazarkiewicz). W 1987 roku członkowie zespołu również dokonali nagrań na debiutancką płytę, która ukazała się dwa lata później (1989) pt. Moskwa (obok „Gogo Szulca” partie perkusji nagrywał również Piotr „Stopa” Żyżelewicz). Na przełomie 1988/1989 skład zespołu stał się płynny, przez Moskwę przewinęło się wielu muzyków, a sam zespół zagrał wiele koncertów, m.in. po raz kolejny w Jarocinie. Między wrześniem 1989 a lutym 1990 „Guma”, „Stopa”, basista Jacek Topolski oraz gitarzyści: Piotr Jełowicki i Leszek Sokołowski nagrali drugą płytę pt. Życie niezwykłe, na której już prawie zupełnie odeszli od punkrocka zastępując go lekkim rockowym graniem z bluesowymi zagrywkami solowymi. Pod koniec 1990 Moskwa zagrała swoje ostatnie koncerty: m.in. na festiwalu „Róbrege” (u boku Killing Joke) oraz w niemieckim mieście Hagen. W połowie 1991 roku zespół przerwał działalność. Gumola później utworzył zespół 5000 lat grający reggae, „Maleo” i „Stopa” grali w Armii i Izraelu, natomiast „Gogo Szulc” trafił do Tiltu.

### Od 2001
We wrześniu 2001 Paweł Gumola reaktywował zespół wraz z gitarzystą Tomaszem Wojciechowskim, basistą Krzysztofem Grudzińskim i perkusistą Jackiem Cynkierem. Pod koniec roku muzycy zagrali swoje pierwsze koncerty po długiej przerwie: wystąpili m.in. w Łodzi, Wrocławiu, Poznaniu. W czerwcu następnego roku występowali w Hamburgu i Berlinie, a jesienią również w wielu miastach Polski. Jesienią 2002 ukazała się reedycja debiutanckiej płyty Moskwa (w barwach firmy Dywizja Kot) wzbogacona o sesje nagraniowe i koncerty z różnych okresów działalności zespołu. W tym czasie na miejsce Cynkiera przyszedł Piotr Pniak (ex-Proletaryat). Na przełomie marca i kwietnia 2003 Moskwa zagrała trasę wspólnie z Dezerterem, w czerwcu zagrała m.in. w Poznaniu u boku Abaddonu, a we wrześniu w warszawskiej „Proximie” u boku GBH (z Gerardem Klawe w miejsce Pniaka). W styczniu 2005 „Guma” wziął udział w koncercie w warszawskiej Stodole z okazji 20-lecia zespołu Armia, na którym wspólnie z „Maleo” i „Stopą” wykonał utwory Moskwy, które trafiły na album Armii Koncert na XX-lecie. W sierpniu tego samego roku Moskwa zagrała przed ok. 300 000 publicznością na „Przystanku Woodstock” w Kostrzynie nad Odrą, gdzie cały występ został sfilmowany. W 2006 zespół zagrał m.in. trasę koncertową u boku Armii.
W 2011 wytwórnia HRPP Records wydała w formie płyty winylowej singla Moskwy, na którym znalazły się trzy piosenki, zagrane podczas koncertu zorganizowanego w toruńskim klubie Pamela. Gościnnie wystąpili Maleo z Malego Reggae Rockers, Gelo z Rejestracji i grupa Aberdeen. W grudniu 2011 ukazał się kolejny singel, zawierający cztery utwory („Stań i walcz”, „Problem”, „Matka Ziemia”, „Wasze ja”), będące fragmentem koncertu, który odbył się w maju 2010, w toruńskim klubie „Pamela”. Ep-ka była zapowiedzią „pełnometrażowego”, koncertowego wydawnictwa zespołu. Pod koniec 2011 roku Gerarda Klawe zastąpił perkusista Abaddonu, Tomasz „Perełka” Dorn. W 2012 zespół wydał płytę koncertową Live HRPP. Album zawierał czternaście utworów zarejestrowanych podczas toruńskiego koncertu. Na płycie zagrali Guma, Tomek „Mechu” Wojciechowski oraz Gerard Klawe. W tym samym roku doszło do kolejnych zmian w zespole. Nowy skład utworzyli Guma, basista Kamil Rogiński (R.U.T.A.), na perkusji gra Radek Jarzyna. Moskwa w tym składzie wystąpiła m.in. na kołobrzeskim „RoCK Festival”, zagrała – obejmującą największe miasta w Polsce – trasę „Punk Not Zgred Fest” (razem z m.in. Deuterem, GaGa Zielone Żabki, Chupacabras).

## Działalność społeczna
Zespół Moskwa wspiera kampanię społeczną „Muzyka Przeciwko Rasizmowi” Stowarzyszenia „Nigdy Więcej”. Koncerty grupy od wielu lat odbywają się pod patronatem tej akcji. Założyciel i lider formacji Paweł Gumola uczestniczy też w organizowanych przez „Nigdy Więcej” międzynarodowych debatach na temat roli muzyki w przeciwdziałaniu uprzedzeniom i rasizmowi. 

## Muzycy
- Paweł „Guma” Gumola – wokal, gitara (1983–1991, od 2001)
- Piotr „Rogoz” Rogoziński – gitara basowa (1983–1986, 1988–1989)
- Tomasz „Pałker” Gron – perkusja (1983–1986)
- Dariusz „Balon” Adryańczyk – gitara basowa (1986)
- Jarek „Wózek” Adler Woźniak – perkusja (1985-1987); obecnie leader grupy SUPERSONIC
- Dariusz „Maleo” Malejonek – gitara basowa (1986–1988, od 2005 okazjonalnie)
- Tomasz „Gogo Szulc” Kożuchowski – perkusja (1986–1987)
- Piotr „Stopa” Żyżelewicz – perkusja (1987–1991, od 2005 do 2011 okazjonalnie)
- Jacek Topolski DJ Offi vel Offselecta – gitara basowa (1989–1991)
- Piotr „Dyda” Czyszanowski – gitara basowa (1989)
- Piotr Jełowicki – gitara (1990)
- Leszek Sokołowski – gitara (1990)
- Krzysztof Grudziński – gitara basowa (2001–2003)
- Jacek Cynkier – perkusja (2001–2002)
- Piotr Pniak – perkusja (2002–2003)
- Tomasz „Mech” Wojciechowski – gitara, gitara basowa (2001–2012)
- Gerard „Gero” Klawe – perkusja (2003–2011, 2016)
- Marek „Zelazny” Zelazowski – gitara (2006–2008)
- Tomasz „Perełka” Dorn – perkusja (2011–2012)
- Maciek Matuszewski – gitara basowa (2016)
- Krzysztof Laskus – perkusja (2016)
- Kamil Rogiński – gitara basowa (2012-2015, od 2017)
- Radek Jarzyna – perkusja (2012-2015, od 2017)

## Dyskografia

### Albumy
- Nigdy! MC (Prawda 1986) CD (Zima 2003 – reedycja)
- Moskwa LP (Pronit 1989) CD (Dywizja Kot 2002 – reedycja z bonusami)
- Życie niezwykłe LP (Polskie Nagrania 1990) CD (Polskie Nagrania 1994 – reedycja)
- 1984 Koncert CD (SNFP 2001)
- Moskwa w Hard Rock Pubie Pamela SP (HRPP Records 2011)
- Live HRPP CD (HRPP Record 2011)
- XXI Wiek CD (Zima 2019)

### Bootlegi
- Bootleg CD (Suicide Rec.) – nagrania z Jarocina '84, Famy '85, Riviery–Remont '87, Radia Żak '83

### Kompilacje
- Porzucona generacja CD (Pop Noise 1998) – utwory: „Co dzień”, „Samobójstwa”, „Stań i walcz”, „Decyduj sam” i „Daleki dom '93”

## Filmografia
- Fala – (1986, reż. Piotr Łazarkiewicz)
- My Blood, Your Blood – (1986, reż. Andrzej Kostenko)
- Opowieść Harleya – (1988, reż. Wiesław Helak)
- Więcej bluesa – (1988, reż. Piotr Łazarkiewicz)

## Tribute to Moskwa
W 2013 r. ukazał się, nakładem wydawnictwa muzycznego HRPP Records, singiel / EP pod tytułem „Tribute to Moskwa” zapowiadający planowany pełny tribute album. Publikacja została zamieszczona zarówno na płycie kompaktowej jak i na płycie gramofonowej. Rok później – w 2014 r. – ten sam wydawca opublikował na jednej płycie kompaktowej album „Tribute to Moskwa” oznaczony jako część 1 wydawnictwa.